# Minami no Niji no Lucy
Minami no Niji no Lucy (яп. 南の虹のルーシー, Мінамі но  нідзі но Ру:сі:, укр. Південна веселка Люсі) — аніме-серіал режисера Хіросі Сайто, створений студією Nippon Animation. Є частиною серії «Кінотеатр світових шедеврів». Історія заснована на романі «Південна веселка» австралійської письменниці Філліс Піддінгтон.
Аніме дублювали французькою, італійською, арабською, іспанською, німецькою та перською мовами.
Ще одна адаптація історії, написана Кеном Вакасакі як зв’язок з аніме, також була опублікована в Японії в 1982 році.

## Сюжет
1837 рік. Семирічна Люсі Мей Поппл та її сім'я переїжджають до Австралії з Великої Британії, мріючи про власну ферму, проте уряд не поспішає роздавати землю емігрантам. Родина купує невеликий будинок в Аделаїді і починає будувати фундамент нового життя. Тим часом Люсі Мей та її сестра Кейт відкривають для себе новий світ австралійської природи.

## Персонажі
- Люсі Мей Поппл — головна героїня. 7 років. Переїхала жити з родиною в Австралію. Любить тварин, але не любить вчиться, особливо слабка в арифметиці.
- Кейт Поппл — старша сестра Люсі. 10 років. Часто грає разом з Люсі. Процвітає в математиці.
- Клара Поппл — старша сестра Люсі. 16 років. Згодом після переїзду стала працювати в пекарні. Закохується в матроса Джона і в підсумку виходить за нього заміж.
- Бен Поппл — старший брат Люсі. 12 років. Відмовився від роботи на митниці через бажання стати лікарем.
- Тоб Поппл — молодший брат Люсі. 2 роки.
- Артур Поппл — батько Клари, Бена, Кейт, Люсі і Тоба. Фермер. Завжди мріяв про ідеальну землю для сільськогосподарських угідь.
- Енні Поппл — Дружина Артура, мати Клари, Бена, Кейт, Люсі і Тоба.
- Лікар Дейтон — судновий лікар, який прибув до Австралії разом з Люсі Мей та її сім'єю. Він вирішив не повертатися до Англії і оселитися в Аделаїді разом із сім'єю Поппл, щоб продовжити свою справу на землі, яка відчуває дефіцит кваліфікованих лікарів. Хоча він і експерт у медицині, на жаль має пристрасть до алкоголю, через яку часто не може нормально працювати.
- Пан Петтівелл — багатій, який прибув до Австралії на тому ж кораблі, що і сім'я Поппл. Завжди з якоїсь причини живе поруч з родиною Поппл. Вважає що маючи гроші можна коїти все, що заманеться, наприклад, бити своїх слуг або собаку. Його собака Хеппі є заклятим ворогом сім'ї Поппл, оскільки постійно завдає їм неприємності.
- Пан Джемлінг — тесляр, який прибув зі своєю сім'єю в Австралію на тому ж кораблі що і сім'я Поппл. Артур і Бен врятували його, коли він в лісі травмував ногу. Допоміг сім'ї Поппл побудувати будинок в Аделаїді.
- Біллі — син пана Джемлінга, ровесник Кейт. Дружить з Кейт і Люсі.
- Джон — матрос з корабля, на якому припливла сім'я Поппл. Кохає Клару. Поїхав на кораблі назад до Великої Британії, а потім знову повернувся до Австралії і одружився з Кларою.